# Guillaume III de Rarogne
Guillaume III de Rarogne, né en 1407 et mort le 11 janvier 1451 à Pallanza, est un membre de la famille de Rarogne évêque de Sion entre 1437 et 1451.

## Biographie
Neveu de l'évêque Guillaume II de Rarogne, il privilégie l'art et la culture durant son règne épiscopal, commandant de nouvelles décorations pour la basilique de Valère et supervisant la reconstruction des châteaux de la Majorie et de Tourbillon.